# 円瑛
円瑛（えんえい、1878年 - 1953年9月12日）は、中国の禅僧。字は円瑛、法名は宏悟。韜光と一吼堂主人は道号である。福建省古田県出身で俗姓は呉氏。「楞嚴獨歩」とも称される。

## 生涯
1878年、福建省古田県仏教の熱心な信者の家庭に生まれる。父は元雲、母は闕氏。五、六歳の時に両親が亡くなって、叔父から彼の生活を照応する。10歳の時に出家を志したが、叔父は彼の出家に反対する。19歳で福州鼓山の梅峰寺の增西上人に入門・受戒。翌年、湧泉寺の妙蓮和尚のもとで具足戒を受ける。後、大雪峰寺の達公和尚に師事して学び。21歳の時、円瑛は冶開老和尚に従って禅宗を学ぶ。25歳の時、浙江省寧波天童寺八指頭陀に師事。
光緒34年、福建省泉州湧泉寺に住した。宣統元年、寧波接待寺住職に当選。寺には住まなかったが再興に尽力し。1912年（民国元年）、中国仏教総会参訳長に就任。民国6年、寧波仏教会会長に当選、僧民学校創設。民国9年、円瑛は北京に仏法を宣揚する。民国11年、円瑛はシンガポール、ペナン島等の寺院で仏教を広めている。民国12年、泉州に帰り、開元寺を修築する。民国18年5月、中国仏教会会長に就任。民国19年、寧波天童寺住職に当選。民国26年正月、福建省泉州湧泉寺住職に当選。1937年、円瑛は再び南洋に来た。シンガポール、クアラルンプール、ペナン島などで募金。民国28年、円瑛は上海に帰ってきた、円明講堂に住した。民国34年、円明楞嚴専宗学院創設。1949年、円瑛は上海で仏教を広めている。1951年、北京亞洲と太平洋区域和平会議にも出席していた。1953年、中国仏教協会第一任会長に当選。後、寧波天童寺にて示寂。享年76で入滅。法臘57。

## 著書
- 『大乘起信論講義』
- 『首楞嚴経講讀』
- 『円覚経講義』
- 『金剛経講義』
- 『一吼堂詩集』
- 『一吼堂文集』
- 『円瑛法匯』